# Zodariellum sahariense
Zodariellum sahariense là một loài nhện trong họ Zodariidae.
Loài này thuộc chi Zodariellum. Zodariellum sahariense được J. Denis miêu tả năm 1959.